# Ploské (powiat Koszyce-okolice)
Ploské – wieś (obec) na Słowacji położona w kraju koszyckim, w powiecie Koszyce-okolice. Pierwsze wzmianki o miejscowości pochodzą z roku 1270. 
Według danych z dnia 31 grudnia 2012, wieś zamieszkiwało 855 osób, w tym 426 kobiet i 429 mężczyzn.
W 2001 roku rozkład populacji względem narodowości i przynależności etnicznej wyglądał następująco:
- Słowacy – 93,81%
- Czesi – 0,37%
- Romowie – 4,7%
- Ukraińcy – 0,12%
- Węgrzy – 0,12%

Ze względu na wyznawaną religię struktura mieszkańców kształtowała się w 2001 roku następująco:
- Katolicy rzymscy – 66,83%
- Grekokatolicy – 23,27%
- Ewangelicy – 3,47%
- Prawosławni – 1,98%
- Ateiści – 1,98%
- Nie podano – 1,86%